# Oltcit
Oltcit var en rumænsk bilfabrikant, som oprindeligt blev grundlagt efter en biludstilling i Bukarest den 15. oktober 1981 som joint venture mellem Citroën og den rumænske stat i Craiova. Førhen tilhørte fabrikken den statsejede bilfabrikant Întreprinderea de Autoturisme, som fra 1956 havde bygget biler af mærket Škoda. Frem til 1991 havde Citroën en andel på 36%. Navnet Oltcit er sat sammen af den rumænske region Oltenien og grundlæggeren Citroën. Udover biler med navnet Oltcit blev der senere også bygget biler med navnene Oltena og Rodae.

## Modeller

### Oltcit/Citroën Axel
Den første model hed Oltcit Axel og kom på markedet i foråret 1983. Bilen var en minibil og meget efterspurgt i Rumænien, hvilket muliggjorde en produktion på 130.000 enheder om året.
Bilen fandtes med to forskellige motorer: En boxermotor med to cylindre på 652 cm³ med en effekt på 22 kW (30 hk) fra Citroën Visa og en firecylindret boxermotor på 1128 cm³ med 39 kW (53 hk) fra Citroën GS. Denne model blev fra sensommeren 1984 solgt i Vesteuropa under navnet Citroën Axel. I Rumænien blev bilen bygget frem til 1991, mens eksporten til Vesteuropa blev indstillet allerede i slutningen af 1988. En firedørs version med større motor (1,3 liter) blev i foråret 1989 præsenteret for offentligheden som prototype under navnet Oltina, men blev aldrig serieproduceret.

### PickUp
På basis af Axel introduceredes i 1984 Oltcit PickUp. Bilen havde dog kun en meget kort lastflade og havde svært ved at konkurrere med varebilerne fra Aro og Dacia. Interiør og motorer var magen til Axel. Produktionen af PickUp blev i sommeren 1994 indstillet. En planlagt efterfølger på basis af konceptmodellen Citroën Activa blev ikke til noget. Dog blev der bygget studieobjekter til udstilling.

### Axel Visa
En minibil til bybefolkningen blev i 1986 introduceret under navnet Oltcit Axel Visa. Modellen var identisk med anden generation af Citroën Visa. I Rumænien blev modellen dog tilpasset den aktuelle standard og den forældede teknik blev genbrugt. Axel Visa blev bygget frem til februar 1991 og herefter afløst af Oltcit Club.

### Club
Oltcit Club var en minibil, men ikke andet end en faceliftet Oltcit Axel bygget mellem foråret 1991 og slutningen af 1996. Modellens motorer og interiør kom fra Citroën AX.

## Overtagelse af Daewoo og Ford
I 1994 blev firmaet Oltcit og deres fabrik i Craiova overtaget af GM Daewoo. Den dengang i produktion værende Oltcit-model Club blev omdøbt til Rodae Club og udgik af produktion i 1996. Fra da af blev Daewoo-modellerne Nexia og Nubira fremstillet på fabrikken. Disse modeller var baseret på Opel Kadett E.
Som følge af Daewoos insolvens blev fabrikken i Craiova, som til sidst kun havde været benyttet til fremstilling af reservedele, overtaget af den rumænske stat i 2006. I 2007 blev størstedelen af fabrikken solgt til Ford. I september 2009 ophørte produktionen af biler på denne fabrik igen.